# Horster Erbstollen
Der Horster Erbstollen (auch Horst Erbstolln) ist ein ehemaliger Erbstollen in Horst (heute Essen). Der Erbstollen lag an der Stadtgrenze von Horst und Bochum-Höntrop. Das Stollenmundloch befand sich am Vogelsang'schen Wasserkraftwerk. Der Stollen wurde genutzt, um die in der Nähe befindlichen Stollenbergwerke zu lösen und diente gleichzeitig auch zur Förderung der abgebauten Kohlen der anderen Bergwerke zum Kohlenmagazin an der Ruhr. Da der Stollen aufgrund seiner Lage hochwassergefährdet war, wurde er mit Hochwassertoren gesichert.

## Geschichte

### Die Anfänge
Im Jahr 1813 wurde die Mutung eingelegt. In der ersten Hälfte der 1830er Jahre wurde ein Stollen der Zeche Wecklenbank aufgewältigt. Im Jahr 1834 war der Stollen bereits auf eine Länge von 259 Lachtern aufgewältigt. Für diese Arbeiten mussten die Gewerken monatlich zwischen 70 und 80 Taler an Zubuße zahlen. Am 23. März des Jahres 1835 wurde das Erbstollenrecht auf der Stollen der Zeche Wecklenbank verliehen. Als Hauptgewerke war der Freiherr von Elbersfeld in den Unterlagen vermerkt, der auf eine zügige Auffahrung des Erbstollens drängte. Zu diesem Zeitpunkt war der Stollen mittlerweile 465 Lachter aufgefahren. Im Februar des Jahres 1836 wurde der Stollen das erste Mal mit dem Namen Horster Erbstollen in den Unterlagen erwähnt. Im selben Jahr wurde der Stollen in nördlicher Richtung aufgefahren, es fand jedoch kein eigener Abbau statt. Anfang des Jahres 1838 erreichte der Stollen eine Länge von 1100 Lachtern. Zu diesem Zeitpunkt war der Stollen bereits am Dorf Eiberg vorbei. Der Stollen sollte den zu lösenden Feldern eine Bauhöhe von 40 bis 70 Metern ermöglichen. Es war geplant, die noch unverritzten Felder Maria Anna, Lisette und Vereinigte Marie zu lösen. Im Mai desselben Jahres erreichte der Stollen eine Länge von 1255 Lachtern und befand sich in der gestörten Zone vor dem Primus-Sprung. Aufgrund des sehr klüftigen, zerrissenem und wasserführenden Gesteins kam es im Januar des darauffolgenden Jahres zu starken Wasserzuflüssen in den Stollen. Im Februar desselben Jahres wurde der Betrieb aufgrund des Ruhrhochwassers, das dazu geführt hatte, dass der Stollen teilweise unter Wasser stand und verschlammt war, eingestellt. Im Jahr 1840 wurde die westliche Markscheide der Zeche Vereinigte Maria Anna & Steinbank erreicht. Am 31. Dezember desselben Jahres hatte der Stollen bereits eine Länge von 1652 Lachtern.

### Die weitere Auffahrung und der Betrieb
Im Jahr 1841 wurde bei einer Länge von 1735 Lachter ein Diagonalquerschlag nach Norden angesetzt. Um die Bewetterung zu verbessern, wurde im März des darauffolgenden Jahres ein Wetterofen installiert. Am 31. Dezember desselben Jahres erreichte der Diagonalquerschlag eine Länge von 69 Lachtern. Somit waren bereits 1804 Lachter ab Stollenmundloch aufgefahren. Im Jahr 1843 wurde bei einer Länge von 73 Lachtern im Diagonalquerschlag das Flöz Maria Anna angefahren. Das Flöz hatte eine Gesamtmächtigkeit von 33 Zoll, davon waren 30 Zoll reine Kohle, ein Zoll Brandschiefer und zwei Zoll taube unbrauchbare Kohle. Das Flöz hatte ein nördliches Einfallen von 74,8 Gon. Im selben Jahres erreichte der Stollen eine Gesamtlänge von 4600 Metern. Er reichte somit bis unter den Höntroper Südpark. Er war nun mitten im Grubenfeld der Zeche Vereinigte Maria Anna Steinbank angekommen. Im darauffolgenden Jahr wurden die Grubenwässer der Zeche Vereinigte Maria Anna Steinbank gelöst und die abgebauten Kohlen der Zeche durch den Stollen gefördert. Am 19. Juni desselben Jahres fand eine Generalbefahrung des Horster Erbstollens statt. Im Jahr 1845 wurde der Vortrieb des Diagonalquerschlages nach Norden eingestellt, es wurde ein Wetterschacht geteuft und ein Querschlag nach Süden angesetzt. Im selben Jahr fiel die Erbstollenberechtsame an die Zeche Vereinigte Maria Anna Steinbank.
Im Jahr 1846 wurde ein zweiter Querschlag nach Norden angesetzt, außerdem wurde im Stollen die Pferdeförderung in Betrieb genommen. Die Pferdeförderung ging bis zur Ruhrniederlage. Im September 1848 wurden im zweiten Querschlag nach Norden die oberen Partien des Feldes von Vereinigte Maria Anna Steinbank gelöst, außerdem wurde der Vortrieb gestundet. Zu diesem Zeitpunkt erreichte der Horster Erbstollen eine Länge inclusive der Flügelörter von rund fünf Kilometern. Zu diesem Zeitpunkt diente der Stollen nur noch der Wasserableitung und der Förderung der Kohlen für die Zeche Vereinigte Maria Anna Steinbank. Im Jahr 1850 wurde übertägig eine Pferdeeisenbahn, die Mariannenbahn, bis nach Steele gebaut, die eine Länge von 752 Lachtern erreichte. Im Jahr 1851 plante der Freiherr Ludwig von Elbersfeldt, den Förderbetrieb im Erbstollen aufzugeben. Grund hierfür war das jährlich wiederkehrende Ruhrhochwasser und die damit verbundene Unsicherheit für den Betrieb der Zeche Marianne. Im Jahr 1854 wurde die Förderung im Stollen eingestellt, da mittlerweile eine Direktverbindung der Mariannenbahn von der Zeche Vereinigte Maria Anna Steinbank zur Prinz Wilhelm-Bahn in Essen-Überruhr vorhanden war. In den nachfolgenden Jahren diente der Horster Erbstollen nur noch der Wasserabführung der Zeche Vereinigte Maria Anna Steinbank.

### Die letzten Jahre
Ab dem Jahr 1862 wurde der Horster Erbstollen nach Stilllegung der Zeche Vereinigte Maria Anna Steinbank außer Betrieb genommen und diente nur noch der Ableitung der anfallenden Grubenwässer. Außerdem wurden notwendige Unterhaltungsarbeiten durchgeführt. 1863 wurde das Stollenmundloch beim Bau der Eisenbahnstrecke Steele-Wattenscheid zugeschüttet. Um den Stollen weiter befahren zu können, wurde eine Einstiegsöffnung erstellt. Im Jahr 1865 befand sich der Stollen bereits in einem schlechten Zustand. Um das Jahr 1869 hatte der Erbstollen seine Bedeutung verloren. Der Stollen diente dennoch bis zum Jahr 1878 auch weiterhin der Ableitung der Grubenwässer. Im Jahr 1879 wurde der Horster Erbstollen zum letzten Mal in den Unterlagen erwähnt.

## Heutiger Zustand
Das Stollenmundloch wurde mit zwei Mühlsteinen verschlossen, es befindet sich am Ende der Straße In der Lake im Bereich der Staustufe des Wasserkraftwerkes Horster Mühle. Obwohl es verschlossen wurde, ist das Stollenmundloch auch heute noch bei niedrigem Wasserstand der Ruhr zu erkennen. Die beste Sicht auf das Stollenmundloch hat man von der gegenüberliegenden Seite der Ruhr, insbesondere außerhalb der Vegetationsperiode.